# Крум Пинтев
Крум Стоянов Пинтев е български офицер, генерал-майор от пехотата, участник в Балканската (1912 – 1913) и Междусъюзническата война (1913), началник-щаб на 3-та бригада от на 2-ра пехотна дивизия по време на Първата световна война (1915 – 1918).

## Биография
Крум Пинтев е роден на 25 септември 1882 г. в Ловеч, Княжество България. През 1903 г. завършва Военното на Негово Княжеско Височество училище с 24-ти випуск и е произведен в чин подпоручик. От 1906 г. е поручик, а от 1910 – капитан. Капитан Пинтев взема участие в Балканската (1912 – 1913) и Междусъюзническата война (1913).
През Първата световна война (1915 – 1918) капитан Крум Пинтев служи като началник-щаб на 3-та бригада от на 2-ра пехотна дивизия, за която служба съгласно заповед № 679 от 1917 г. е награден с Военен орден „За храброст“ IV степен, 1 клас.. На 1 март 1916 г. е произведен в чин майор, а на 27 февруари 1918 г. в чин подполковник. През 1918 г. заедно с полковник Данков оглавява комисия за изготвяне на фотоалбум за основните етапи от развитието на военното училище и неговите началници.
На 30 януари 1923 г. Крум Пинтев е произведен в чин полковник. През 1927 г. е назначен за командир на дружина от 29-и пехотен ямболски полк, след което през 1928 г. съгласно Министерска заповед (МЗ) № 106 е назначен за командир на 3-та пехотна балканска дивизия. На 31 октомври 1930 г. е произведен в чин генерал-майор. По-късно е назначен за началник-щаб на 2-ра военно-инспекционна област, а с МЗ № 224 от 1932 г. е назначен за началник на отдел в Щаба на армията. През 1933 г. с МЗ № 90 генерал-майор Пинтев бива назначен за началник на 3-та военно-инспекционна област, на която длъжност е до 1934 г., когато с Царска заповед е уволнен от служба.
По време на военната си кариера служи и в 21-ви пехотен средногорски полк, 6-и пехотен търновски полк и като преподавател във Военното училище.
След 9 септември 1944 г. е интерниран заедно със семейството си в Юпер.
Генерал-майор Крум Пинтев умира през 1951 година.

## Семейство
Крум Пинтев има син Панко – завършил 65-и „Дравски“ випуск (1940 – 1944), уволнен от служба през 1946 г., счетоводител, лежал в затвора и починал през 1972 година.

## Военни звания
- Подпоручик (1903)
- Поручик (1906)
- Капитан (1910)
- Майор (1 март 1916)
- Подполковник (27 февруари 1918)
- Полковник (30 януари 1923)
- Генерал-майор (31 октомври 1930)

## Награди
- Военен орден „За храброст“ IV степен, 1-ви клас (1917)

## Образование
- Военно на Негово Княжеско Височество училище (до 1903)
- Военна академия